# Phlegra chrysops
Phlegra chrysops är en spindelart som beskrevs av Simon 1890. Phlegra chrysops ingår i släktet Phlegra och familjen hoppspindlar. Inga underarter finns listade i Catalogue of Life.